# 卡盧加省
卡盧加省（Калужская губерния）是俄羅斯帝國和蘇聯早期的一個省。包括今日卡盧加州的全部。面積30,928平方公里，1897年人口1,132,843人。首府卡盧加。
1796年建省，1928年被併入中央工業區。